# مسجد جين
مسجد جين  Gen Miskit ގެން މިސްކިތް هو مسجد إسلامي سُني، يقع في منطقة دهاديماغو، في فوفامولا، في جزيرة جنافياني أتول، في جزر المالديف. تم بناؤه في ق. 1300  وقبل عام 1378،  يعد واحد من أقدم المساجد في جزر المالديف. بني المسجد من الحجر المرجاني وتم بناؤه مباشرة بعد اعتناق الإسلام. المسجد ليس متجها إلى القبلة.

## نظرة عامة
يقع مسجد جين في منطقة دهاديماجو في الطرف الشمالي من فوملك. إنه الآن موقع محترم بسبب الاهمية التاريخية للجزيرة. وهو أول مسجد أقام فيه سكان الجزيرة صلاة الجمعة وصلاة العيدين. هناك خلافات حول ما إذا كان المسجد هو أقدم مسجد في جزر المالديف وفي Fuvahmulah، تقول التقارير الإعلامية والسكان أنه الأقدم. ومع ذلك، في دراسة كتبها HCP Bell، كان لدى فوفامولا أربعة مساجد قبلمسجد جين. إنه أمر غير مؤكد حقا. كان هناك بعض القلق بشأن انهدام المسجد بسبب نقص الصيانة من قبل مجلس مدينة فوفاهمولا.

## المميزات
يضم المسجد بئرًا جماعيًا وحمامًا دائريًا قديمًا ذو تصميم مستطيل يُعرف باسم "جينميسكي فيو"، بالإضافة إلى مقبرة تحتوي على أضرحة مغلقة تُعرف "بالمزارات"، وهي مخصصة لشخصيات دينية ذات مكانة مرموقة.

### المزار
مكان مبني من الحجر الرملي ومحمي بالطوب. ويقال أيضًا أن الشخص الذي بنى المسجد، وهو مديو أبو بكر نائب كاليغفانو، مدفون في مقبرة أه نائب الحافظ أبو بكر، الذي ربما يكون أول داعية للإسلام في الجزيرة.

## معرض الصور

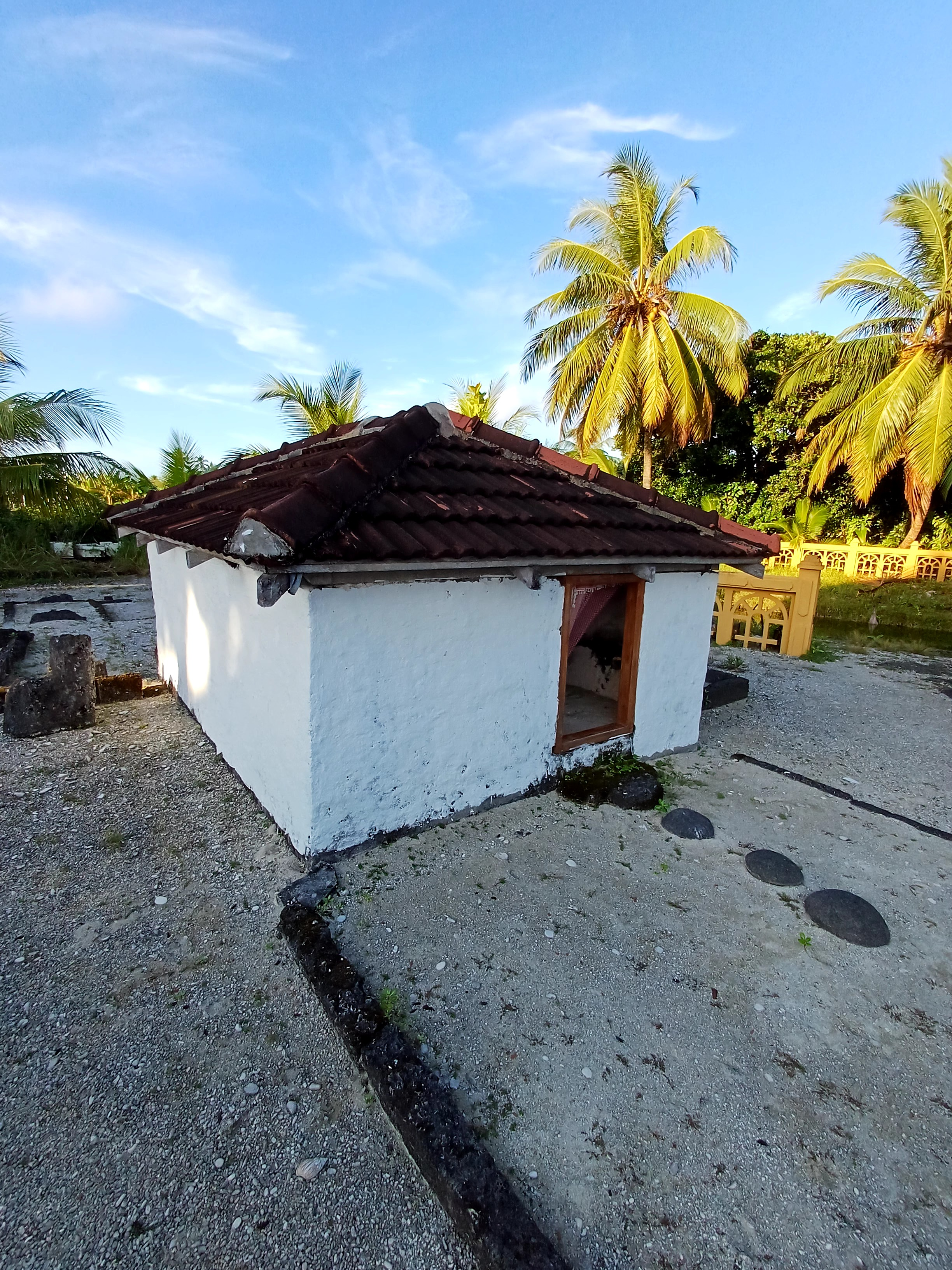
المقام في المسجد
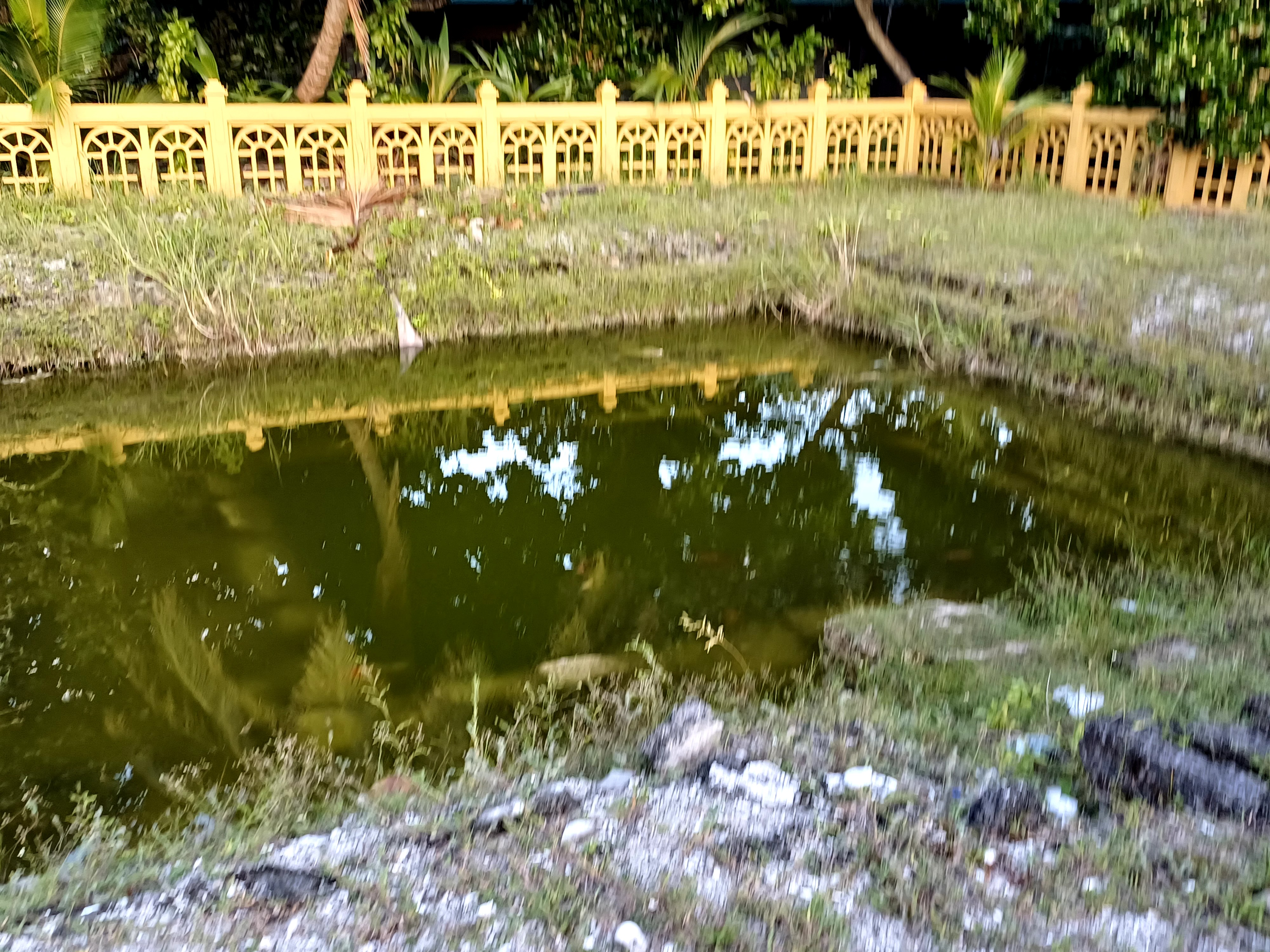
فيو، في المسجد
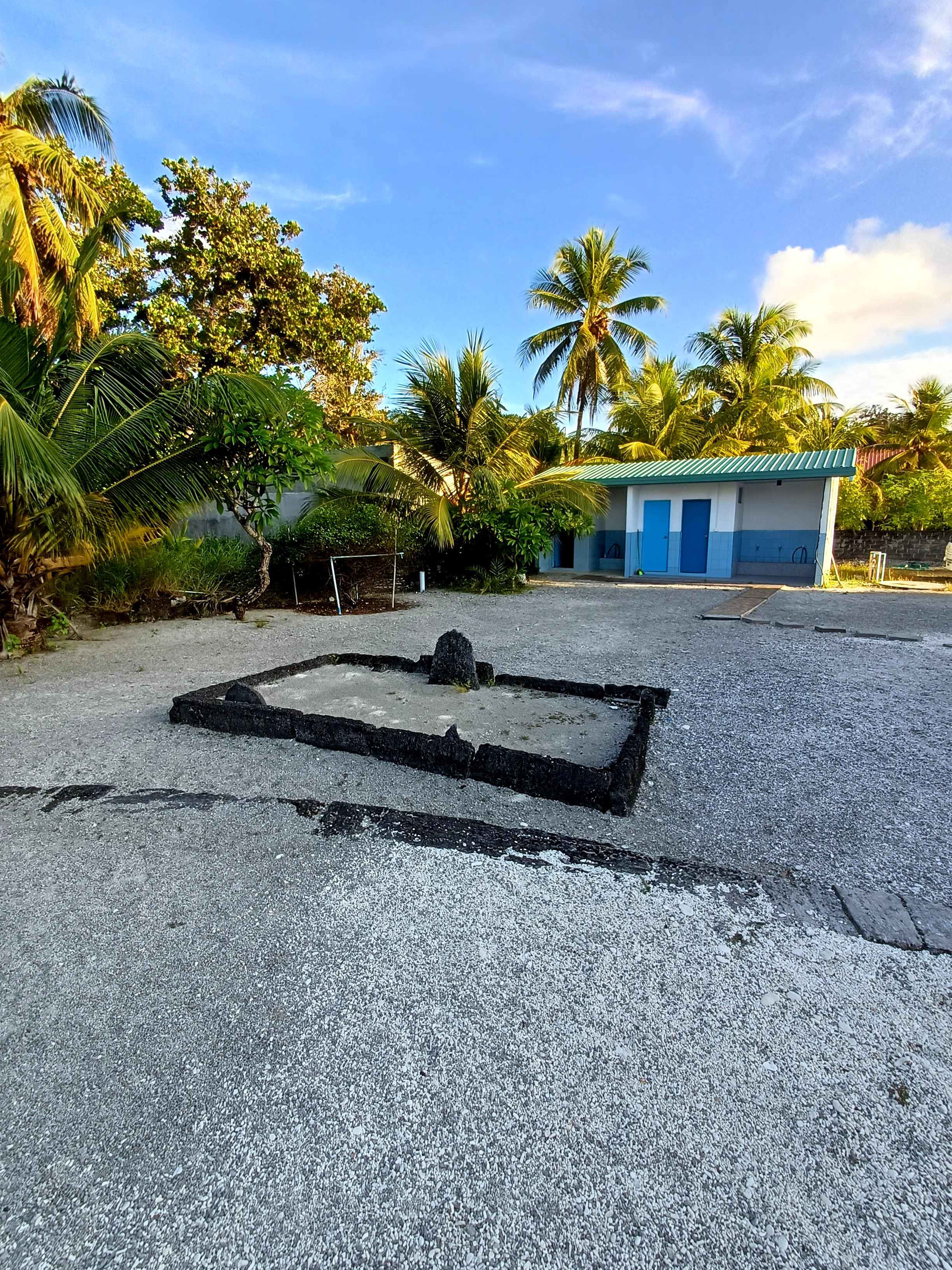
قبر غير مميز في المسجد

## الملاحظات
1. ↑  alternatively spelled as Gemmiskiy.
2. ↑  alternatively spelled as Gemmiskiy